# Nadleśnictwo Krasiczyn
Nadleśnictwo Krasiczyn – jednostka organizacyjna Lasów Państwowych podległa RDLP w Krośnie, z siedzibą w Przemyślu.
Nadleśnictwo Krasiczyn zarządza w imieniu Skarbu Państwa lasami państwowymi na powierzchni 16098,08 ha, położonymi na obszarze Pogórza Przemyskiego i Dynowskiego.

Lasy Nadleśnictwa Krasiczyn podzielone są na dwa obręby Krasiczyn i Hołubla.